# Glaucosferita
La glaucosferita és un mineral de la classe dels carbonats que pertany al grup de la rosasita. El seu nom prové dels termes grec glaukos (verd blavós) i sphaira (esfèric), que són el color i l'hàbit típics d'aquest mineral.

## Característiques
La glaucosferita és un carbonat de fórmula química CuNi(CO₃)(OH)₂. Cristal·litza en el sistema monoclínic en forma d'esfèrules que poden anar de divergents fibroses a zonals concèntriques, de fins a 3 mm; també en forma d'agregats plomosos, rarament com a masses amb aspecte de feltre de forma paral·lela a les fibres. La seva duresa a l'escala de Mohs és de 3 a 4.
Segons la classificació de Nickel-Strunz, la glaucosferita pertany a «05.BA: Carbonats amb anions addicionals, sense H₂O, amb Cu, Co, Ni, Zn, Mg, Mn» juntament amb els següents minerals: atzurita, georgeïta, kolwezita, malaquita, mcguinnessita, nul·laginita, pokrovskita, rosasita, zincrosasita, txukanovita, auricalcita, hidrozincita, holdawayita, defernita, loseyita i sclarita.

## Formació i jaciments
La glaucosferita és un mineral secundari rar que es forma en les porcions oxidades dels dipòsits de sulfur de Cu-Ni. Va ser descoberta a Hampton East Location 48, a les mines de níquel Kambalda, a la Comarca de Coolgardie (Austràlia Occidental, Austràlia). També ha estat trobada en altres indrets d'Austràlia Occidental; a la mina Jakobskrone, a Achenbach (Rin del Nord-Westfàlia, Alemanya); a Laurion (Àtica, Grècia); a la mina Nakauri, a Shinshiro (Honshu, Japó); en diversos indrets de Salzburg i del Tirol (Àustria); a les mines Cerro Minado, a Almeria (Andalusia, Espanya); a la mina Key West, al Comtat de Clark (Nevada, Estats Units); en dos indrets d'Occitània (França); a la mina Kasompi, a Swambo (Katanga, República Democràtica del Congo); en dos indrets a Romania; al dipòsit de níquel Pafuri, al Districte de Vhembe (Limpopo, Sud-àfrica) i a la mina Plantorin, a Ayer (Valais, Suïssa). Als territoris de parla catalana ha estat descrita a la mina San Miguel (Ribes de Freser, Ripollès), a la mina Alforja, situada a la localitat homònima del Baix Camp, a la mina Linda Mariquita (El Molar, Priorat) i al Correc d'en Llinassos (Oms, Rosselló).
Sol trobar-se associada a altres minerals com: malaquita niquèlica, atzurita, paratacamita, brochantita, calconatronita, takovita, georgeïta, carrboydita, gaspeïta, nepouïta, crisòtil niquèlic, celadonita niquèlica, guix, epsomita, magnesita niquèlica, goetita i quars.